# Koto (Kluet Tengah)
Koto is een bestuurslaag in het regentschap Aceh Selatan van de provincie Atjeh, Indonesië. Koto telt 1151 inwoners (volkstelling 2010).